# Processo di Sobibór
Il processo di Sobibór fu celebrato nel 1965-66 ad Hagen, nella Germania Ovest, contro gli ufficiali delle SS che avevano operato nel campo di sterminio di Sobibór. Era parte di una serie di processi simili, tutti per crimini di guerra, tenuti tra l'inizio e la metà degli anni '60, come quello del 1961 ad Adolf Eichmann, processato da Israele a Gerusalemme, o il processo di Francoforte Auschwitz del 1963-65, anch'esso svoltosi nella Germania Ovest. Hanno accresciuto la comprensione del pubblico internazionale sulla portata dei crimini perpetrati nella Polonia occupata una ventina di anni prima dai funzionari nazisti e dagli esecutori materiali che agivano come carnefici.
Negli anni '60 l'Unione Sovietica condusse diversi processi contro i Trawniki men, collaborazionisti, per lo più prigionieri di guerra sovietici ucraini, che erano stati addestrati dai nazisti e lavoravano a Sobibór; la maggior parte fu condannata e giustiziata. Diversi altri processi degli anni '60 e '70 perseguirono il personale dei campi di sterminio di Bełżec (1963-1965), di Treblinka (1964-1965) e di Majdanek (1975-1981), tutti situati in Polonia.

## L'indagine in Germania Ovest
L'investigatore Dietrich Zeug di Ludvigsburg, incaricato di preparare gli atti da presentare al tribunale per il processo di Sobibór, studiò i vecchi fascicoli di altri processi. Si imbatté nelle prove relative a numerose persone mai indagate prima. Alcuni ufficiali delle SS, che avevano prestato servizio a Sobibór con incarichi chiave, erano stati processati più di un decennio prima per altre accuse, come l'SS-Oberscharführer Hubert Gomerski. Fu assolto nei processi per l'eutanasia del 1947, che giudicarono persone note per essere state coinvolte nell'Aktion T4 (l'uccisione di persone mentalmente e fisicamente disabili in Germania), e dichiarato colpevole e condannato nel 1950, per essere imprigionato a Butzbach.
Con l'aiuto delle autorità, nella primavera del 1960 Zeug identificò tre dozzine di uomini direttamente coinvolti nell'Aktion T4 e nell'operazione Reinhard. Contattò anche il World Jewish Congress e lo Yad Vashem nei mesi successivi. Il 23 giugno 1960 depositò la prima lettera di raccomandazioni per l'azione penale presso l'Ufficio centrale delle amministrazioni statali di giustizia, chiedendo un'azione giudiziaria contro 19 sospettati.
I funzionari di Ludwigsburg vennero a sapere per la prima volta nell'agosto del 1960 dove si trovavano alcuni sospettati. Molti erano rimasti in Germania: Kurt Bolender viveva sotto falso nome ad Amburgo e fu identificato nel 1961; Karl Frenzel fu catturato nel marzo 1962 a Göttingen; Heinrich Unverhau fu arrestato insieme a Franz Wolf non prima del marzo 1964.
Nel frattempo lo stato di Israele identificò 22 sopravvissuti di Sobibór ancora in vita. Consultandosi con loro, gli investigatori ampliarono la lista dei sospetti membri del personale di Sobibór aarrivando a un centinaio di nomi. Successivamente la Repubblica Federale Tedesca stabilì che i rapporti di Zeug erano politicamente delicati e li classificò come segreti.

## Il processo
Il tribunale tedesco di Hagen avviò un procedimento il 6 settembre 1965 contro 12 ex membri del personale del campo con l'accusa di crimini contro l'umanità: costituivano circa un quarto degli appartenenti alle SS impiegati a Sobibór; dodici uomini delle SS erano stati uccisi nella rivolta dell'ottobre 1943 dai prigionieri (tale rivolta accelerò le operazioni di chiusura e di distruzione del campo, elimintato entro la fine dello stesso anno). I verdetti furono pronunciati il 20 dicembre 1966. Testimonianze importanti furono fornite dallo storico tedesco professor Wolfgang Scheffler e dallo storico olandese e sopravvissuto all'Olocausto Jules Schelvis.

### I procedimenti
Nel processo 1965-1966 gli imputati affermartono che, una volta assegnati al servizio in un campo di sterminio, non credevano di poter rifiutare gli ordini, citando lquanto detto da Christian Wirth al personale di Sobibór: 
 Ma l'accusa notò che il SS-Untersturmführer Johann Klier, che aveva chiesto di essere trasferito da Sobibór per motivi morali, non fu punito ma ebbe il permesso di andarsene, il che dimostrava che era vero il contrario.

### I verdetti
| Imputato          | Fotografia | Grado               | Accusa                                                                                   | Condanna                                                                          | Sentenza                                                             |
| ----------------- | ---------- | ------------------- | ---------------------------------------------------------------------------------------- | --------------------------------------------------------------------------------- | -------------------------------------------------------------------- |
| Karl Frenzel      |            | SS-Oberscharführer  | Omicidio di 42 ebrei e partecipazione all'omicidio di massa di circa 250.000 ebrei       | Omicidio di 6 ebrei e partecipazione all'omicidio di massa di circa 150.000 ebrei | Condannato a 16 anni di carcere, poi all'ergastolo. È morto nel 1996 |
| Kurt Bolender     |            | SS-Oberscharführer  | Omicidio di circa 360 ebrei e partecipazione all'omicidio di massa di circa 86.000 ebrei |                                                                                   | Morto per suicidio in carcere prima della sentenza                   |
| Franz Wolf        |            | SS-Oberscharführer  | Omicidio di un ebreo e partecipazione all'omicidio di massa di circa 115.000 ebrei       | Partecipazione all'omicidio di almeno 39.000 ebrei                                | 8 anni di carcere                                                    |
| Alfred Ittner     |            | SS-Oberscharführer  | Partecipazione all'omicidio di massa di circa 57.000 ebrei                               | Partecipazione all'omicidio di circa 68.000 ebrei                                 | 4 anni di carcere. Morto il 3 novembre 1976                          |
| Werner Dubois     |            | SS-Oberscharführer  | Partecipazione all'omicidio di massa di circa 43.000 ebrei                               | Partecipazione all'omicidio di almeno 15.000 ebrei                                | 3 anni di carcere. Morto il 22 ottobre 1971                          |
| Erich Fuchs       |            | SS-Scharführer      | Partecipazione all'omicidio di massa di circa 3.600 ebrei                                | Partecipazione all'omicidio di almeno 79.000 ebrei                                | 4 anni di carcere. Morto nel 1980                                    |
| Erich Lachmann    |            | SS-Scharführer      | Partecipazione all'omicidio di massa di circa 150.000 ebrei                              | Assoluzione                                                                       | Assoluzione. Morto il 23 gennaio 1972                                |
| Hans-Heinz Schütt |            | SS-Scharführer      | Partecipazione all'omicidio di massa di circa 86.000 ebrei                               | Assoluzione                                                                       | Assoluzione                                                          |
| Heinrich Unverhau |            | SS-Unterscharführer | Partecipazione all'omicidio di massa di circa 72.000 ebrei                               | Assoluzione                                                                       | Assoluzione                                                          |
| Robert Jührs      |            | SS-Unterscharführer | Partecipazione all'omicidio di massa di circa 30 ebrei                                   | Assoluzione                                                                       | Assoluzione                                                          |
| Ernst Zierke      |            | SS-Unterscharführer | Partecipazione all'omicidio di massa di circa 30 ebrei                                   | Assoluzione                                                                       | Assoluzione. Sarebbe morto nel 1972                                  |
| Erwin Lambert     |            | SS-Unterscharführer | Partecipazione all'omicidio di massa di un numero imprecisato di ebrei                   | Assoluzione                                                                       | Assoluzione. Morto nel 1976                                          |

Al momento del processo si venne a conoscenza dell'SS-Oberscharführer Erich Bauer, un ufficiale noto come "meister" della camera a gas e descritto dai sopravvissuti come notoriamente crudele e violento nel trattare i prigionieri. Era stato processato e condannato 15 anni prima, arrestato dopo essere stato riconosciuto nel 1949 per le strade di Berlino da Samuel Lerer, fuggitivo e sopravvissuto di Sobibór. L'8 maggio 1950 Bauer fu condannato a morte da un tribunale distrettuale di Berlino-Moabit. La pena fu commutata in ergastolo, poiché la Germania Ovest aveva abolito la pena di morte. Bauer morì nel carcere di Tegel a Berlino nel 1980.

## I processi in Unione Sovietica degli anni 1960
Alcune delle guardie ucraine che prestarono servizio a Sobibór furono perseguite a Kiev, quando l'Ucraina faceva ancora parte dell'Unione Sovietica: erano prigionieri di guerra sovietici detenuti dai tedeschi, conosciuti come Trawniki men, che accettavano di addestrarsi e servire nel campo come polizia e guardie. Tra gli imputati B. Bielakow, M. Matwijenko, I. Nikifor, W. Podienko, F. Tichonowski, Emanuel Schultz e J. Zajcew; furono condannati per alto tradimento per aver accettato di servire i nazisti, giudicati colpevoli di crimini di guerra e giustiziati.
Nell'aprile del 1963 a Kiev si tenne un altro processo, con il sopravvissuto Alexander Pechersky quale principale testimone dell'accusa. 10 ex Trawniki ucraini furono giudicati colpevoli, condannati a morte e giustiziati. Uno fu condannato a 15 anni di carcere.
Un terzo processo sovietico si celebrò a Kiev nel giugno 1965: 3 ex Trawniki di Sobibór e Belzec furono giudicati colpevoli, condannati a morte e giustiziati da un plotone d'esecuzione.